# Liste d'extensions de fichiers
Cet article est une liste alphabétique non exhaustive d'extensions de fichiers (sous forme succincte ; des précisions sont données dans les articles en lien).

## A
- a, bibliothèque statique utilisé sous UNIX.
- aac, Advanced Audio Coding.
- abw, AbiWord.
- ac3, Audio Codec 3. Fichier audio pour codec Dolby Digital pouvant contenir jusqu'à six canaux.
- accdb, Microsoft Access Database
- ace, fichier compressé avec WinAce.
- aco, image 3D du logiciel "Intérieur 3D" de Micro Application.
- acp, image 3D du logiciel "Intérieur 3D" de Micro Application.
- acs3, fichier d'apparence du logiciel AIMP
- adf, fichier contenant un fichier audio à l’intérieur
- aep, After Effects Project.
- aept, After Effects Project Template.
- afm, Adobe Font Metrics. Fichier complémentaire à une police de caractère.
- ag, Applixware.
- ai, Adobe Illustrator.
- air, application/jeu exécutable uniquement sur Adobe Air
- aif, Audio Interchange File Format.
- aifc, Audio Interchange File Format.
- aiff, Audio Interchange File Format.
- am, Anark Media (images 3D).
- amf (en), Additive Manufacturing *amf (en), Additive Manufacturing *amf (en), Additive Manufacturing *amf (en), Additive Manufacturing File Format.
- amr, est un fichier audio compressé. Le format AMR (pour Adaptive Multi-Rate Codec, et dont l'extension de fichier est *.amr) est utilisé par les téléphones mobiles pour créer des sonneries ou des MMS, c'est-à-dire des SMS multimédia, avec son, image et texte. Souvent lus par Quicktime Player.
- anubis, fichier texte ASCII ou UTF8 contenant du code Anubis.
- ana, Fichier d'analyse WinDev.
- ani, Curseur animé sous Windows.
- aos, Archos Operating System. Fichier protégé de mise à jour et de plug-ins pour appareils Archos.
- apk, application Android
- aplt, AppleScript Applet.
- app, APPlications Apple.
- arc, Archive. Format de fichier de compression développé par SEA.
- arj, fichier compressé avec ARJ.
- arc, Archive. Format de fichier de compression développé par SEA.
- arq, Remedy Action Request System, Client Macro.
- art, fichier vectoriel issu de Adobe Streamline, équivaut à un fichier Adobe Illustrator avec prévisualisation EPS.
- ashx, code QR
- ase, Adobe Swatch Exhange. Format pour échanger des nuanciers entre les applications de l'Adobe Creative Suite.
- asf, Advanced Systems Format.
- asp, Active Server Pages.
- asm, Fichier source Assembleur.
- asmdot, Assemblage. Modèle de document assemblage. Programme associé : SolidWorks.
- aspx, Active Server Pages .NET.
- asx, Advanced Stream Redirector. Fichier XML de stockage de listes de fichiers dans Windows Media.
- atom. Fichier XML conçu pour la syndication de contenu périodique.
- au, fichier son dans un format défini par Sun Microsystems, souvent utilisé sur les systèmes Unix. En général en qualité téléphonique (8 kb/s mono) et compression µlaw, bien que le format permette de nombreuses autres possibilités.
- au3, Fichier de script Autoit compilable. Programme associé : AutoIt.
- aup, Fichier de travail du logiciel Audacity (enregistrement et retouche son).
- aux, Auxiliary. Fichier auxiliaire LaTeX.
- ave, Adaptative Viewer Experience. Format spécifique pour
- avi, Film audio et vidéo.

## B
- B,
- b00, b01… Image disque. Programme associé : Blindwrite.
- b1, archive utilisée par le logiciel B1 Archiver
- b3D, format 3D utilisé en jeux vidéo. Format utilisé par Blitz3D
- b64, Archive. Rarement rencontré ; le virus W32/MyWife.d@MM!M24 utilise cette extension.
- b6i, BlindWrite Ver. 6 Image. Image disque. Programme associé: Blindwrite.
- b6t, BlindWrite Ver. 6 Table of Contents. Image disque. Programme associé : Blindwrite.
- bak, Backup. Peut-être de n'importe quel type (extension parfois double: .exe.bak) : il sauvegarde la version précédente d'un fichier.
- bas, Fichier source BASIC (voir Turbo Basic, QuickBasic, VBA...).
- bat, BATch.
- bclim, Binary Ctr Layout IMage. Fichier image binaire Nintendo Ware pour les anciens jeux de Nintendo 3DS.
- bcgfx, Binary Ctr Graphics. Fichier ressource h3d binaire Nintendo Ware pour les anciens jeux de Nintendo 3DS.
- bch, Binary Ctr H3D. Fichier ressource h3d binaire Nintendo Ware pour les nouveaux jeux de Nintendo 3DS.
- bcmdl, Binary Ctr MoDeL. Fichier modèle binaire Nintendo Ware pour les anciens jeux de Nintendo 3DS.
- bcstm, Binary Ctr STreaM. Fichier musique binaire Nintendo Ware pour la Nintendo 3DS.
- bctex, Binary Ctr TEXture. Ficher texture binaire Nintendo Ware pour les anciens jeux de Nintendo 3DS.
- bflim, Binary caFe Layout IMage. Fichier image binaire Nintendo Ware pour la Nintendo Wii U et les nouveaux jeux de Nintendo 3DS.
- bfmdl, Binary caFe MoDeL. Fichier modèle binaire Nintendo Ware pour la Nintendo Wii U.
- bfstm, Binary caFe STreaM. Fichier musique binaire Nintendo Ware pour la Nintendo Wii U.
- bib, BibTex.
- bik,  fichier Bink Vidéo. Sert à lancer des vidéos ou cinématiques. Lié à la société RAD Game Tools.
- big, fichier de carte de mission de Command & Conquer, ou extension d'archive utilisé dans de nombreux jeux.
- bin, Binary.
- bgl, fichier de scènes de Flight Simulator.
- blend, Blender. Modèle 3D sous Blender.
- blv. Besiege LeVel. Utilisé pour sauvegarder le descriptif des mondes multiverse créés dans le jeu video Besiege.
- bml, Bracket Markup Language Fichier source BML
- bmp, BitMaP.
- bob, BobDown. Format fictif. Voir NABOB.
- breft, Binary Revolution EFfect Texture. Archive binaire Nintendo Ware contenant les textures d'effets pour la Nintendo Wii.
- breff, Binary Revolution EFFect. Archive binaire Nintendo Ware contenant les effets pour la Nintendo Wii.
- brres, Binary Revolution RESource. Archive binaire Nintendo Ware contenant les modèles, les textures et plusieurs types d'animations pour la Nintendo Wii.
- brsar, Binary Revolution Sound ARchive. Archive binaire Nintendo Ware contenant les sons, les sequences, les banques audio et les paramètres d'un fichier .brstm pour la Nintendo Wii.
- brstm, Binary Revolution STreaM. Fichier musique binaire Nintendo Ware pour la Nintendo Wii.
- bsa, BethesdaSoftworks Archive. Archive pour les jeux de Bethesda Softworks : Skyrim, Oblivion, Morrowind et Fallout 3.
- bsg, BeSieGe. Utilisé pour sauvegarder le descriptif des machines créées dans le jeu video Besiege.
- bsp, Binary Space Partitioning.
- btm, Batch To Memory. Batch pour 4DOS.
- bvh, Biovision Hierarchy. Fichier largement utilisé d'animation de personnages.
- bwf, Broadcast Wave Format. Extension du format de fichier wav.
- bz, BZip. Fichier compressé en Bzip sous Unix. Algorithme de compression Burrows-Wheeler avec un Run-length encoding.
- bz2, Bzip 2.

## C
- c, fichier source de C.
- c3d, fichier binaire utilisé pour la recherche en biomécanique List of motion and gesture file formats (en)
- c4D, fichier du logiciel de 3D Cinema 4D de Maxon
- cab, Cabinet.
- .CATPart / .CATProduct / .CATDrawing / .CAT__ Fichier CATIA V5 - 3D/Plan - (.model CATIA V4)
- cbdoc, format de Document utilisé par le courrier postal numérique ClearBUS
- cbk, clé particulière de Signature des envois utilisée par le courrier postal numérique ClearBUS (format X.509)
- cbp, projet Codeblocks.
- cbx, format de fichier d'interconnexion d'IPBX utilisé par la solution de communication CallBox édité par Thinkro System
- cc, fichier source C++.
- ccx , fichier ccgauche Xdata
- ccz , fichier ccgaucheZip
- cce , fichier ccgauche engine
- ccgauche, configuration ccgauche file
- cda, Compact Disc Audio track.
- cdr :
  - cdr, CD-R. Données de CD-Audio brut.
  - cdr, CorelDraw.
- cfg, ConFiGuration. Fichier de configuration d'un programme. Voir aussi : Fichier de configuration.
- cfm, page HTML dynamiquement exécutée par un serveur WEB. (voir ColdFusion).
- cgi, Common Gateway Interface.
- cgm, Computer Graphics Metafile.
- cgs, ccgauche script file
- chk, CHKDSK. Fragments de fichiers récupérés créés par chkdisk, scandisk et defragment pour stocker les fragments de fichier perdus.
- chm, Compiled HTML.
- cia, Fichier rom de jeux Nintendo 3DS.
- cin, Kodak Cineon. Format d'image Kodak.
- class, fichier java compilé (exécutable par une machine virtuelle Java).
- clprj, fichier de projet ClassicLadder.
- cmd, Command. Script exécutable.
- cml, Chemical Markup Language. Format pour les données chimiques.
- cmml, fichier contenant la liste des chapitres d'un fichier média.
- cmp, Custom Menu Plug-in. Plug-in pour Internet Explorer (entre autres ; une dizaine de formats référencés).
- cnt, format de données biomédicales. Signal physiologique : EEG. Logiciels associés : Neuroscan, EEGLAB, BrainStorm.
- com, Command.
- cfg, ConFiGuration. Fichier de configuration d'un programme en 3 dimensions. Voir aussi : Fichier de configuration.
- conf, CONFiguration. Fichier de configuration d'un programme. Spécifique à Unix et ses descendants. Voir aussi : Fichier de configuration.
- config, CONFIGuration. Fichier de configuration d'un programme. Voir aussi : Fichier de configuration.
- cp, fichier source C#
- cpio, format d'archivage comme tar.
- cpl, fichier du panneau de configuration des systèmes Microsoft Windows.
- cpp, fichier source C++.
- cpt, fichier Corel Photo-Paint.
- crdownload, fichier en cours de téléchargement par Google Chrome.
- cs, C Sharp (C#).
- cso, fichier d'émulation pour la PSP.
- cspj, Ctr Sound ProJect. Fichier projet du logiciel NW4C Sound Maker, qui est un logiciel pour créer des sons et musique pour la Nintendo 3DS.
- css, Cascading Style Sheets.
- csv, Comma Separated Values.
- cur,  curseur sous Windows.
- cwk, ClarisWorKs. Document ClarisWorks.
- cws, ClarisWorks Spreadsheet. Classeur produit avec le tableur de la suite bureautique ClarisWorks.

## D
- daa, Direct Access Archive. Image disque. Programme associé : PowerISO.
- dat, Data. Fichier de données. Peut parfois avoir été créé par WordPad.
- dart, language de programmation
- db, table Paradox.
- dbf, data base files. Base de données dBase.
- dbx, Mails d'Outlook Express version 5.
- ddb, Fichiers de données binaires.
- dds, DirectDraw Surface. Fichier compressé lié à Adobe Photoshop.
- deb, Debian package.
- deh, dehacked patch. Associé à Doom ou Quake.
- dem, Quake I demo.
- des, Data Exchange Standard (Pro/Engineer) ou bien fichier description.
- dev, projet Dev-C++.
- dff, Dynamic File Format ; utilisé pour des jeux.
- dib, Device Independent Bitmap. Image Bitmap spécifique à Microsoft Windows.
- dif, Data Interchange Format.
- dip, Saved Data Graph.
- disk, disque virtuel utilisé par Linux quand il est installé comme une application Windows.
- divx.
- diz.
- djv, DjVu. Format de compression de données numériques (images, pdf...).
- dlct, AppleScript Dialect.
- dll, Dynamic Link Library.
- dmc, FamiTracker DPCM Sample S'ouvrant avec le logiciel Nommé "Famitracker".
- dmg, image Disque Mac OS X.
- dmp, fichier dump de Microsoft Windows.
- doc :
  - doc, Document. Fichier texte généralement, document Microsoft Word (jusqu'à la version 2003).
  - doc, Documentation. Fichier de documentation.
- docm, document Microsoft Word avec macros (à partir de la version 2007).
- docx, document Microsoft Word sans macros (à partir de la version 2007).
- dot :
  - dot, Document Template.
  - dot, modèle de document Microsoft Word (jusqu'à la version 2003).
- dotm, modèle de document Microsoft Word avec macros (à partir de la version 2007).
- dotx, modèle de document Microsoft Word sans macros (à partir de la version 2007).
- dpa :
  - dpa, format d'archive.
  - dpa, Serif DrawPlus Animation. Fichier d'animation.
  - dpa, fichier multimédia. Programme associé : Dartfish.
- dplt, AppleScript Droplet.
- dpr, Delphi Project.
- dpx, Digital Picture Exchange. Format d'image non compressée dérivé du format cineon
- drg, fichier de "dose" pour le logiciel I-Doser
- drw, fichier de mise en plan. Programme associé : Pro/ENGINEER.
- drwdot, modèle de document de mise en plan. Programme associé : SolidWorks.
- ds, format de données biomédicales. Signal physiologique : MEG. Logiciels associés : BrainStorm.
- dsk, disque virtuel de VMware.
- dsv, programme associé : De SmuME, fichier d'enregistrement d'une partie par l'émulateur.
- dta, fichier de données du logiciel Stata[1]
- dtp, document créé en PAO avec Greenstreet Publisher.
- dvi, Device independent.
- dwg, DraWinG. Utilisé par AutoCAD.
- dxf, Drawing eXchange Format.
- dxr, programme associé : Macromedia.
- dylib, Bibliothèque statique utilisé sous Mac OS X.

## E
- ecp, fichiers du logiciel de comptabilité "EBP"
- ed2k, associé à eDonkey2000 et dérivés. Il contient les informations nécessaires au téléchargement de fichiers.
- edf, European data format, format de données biomédicales. Signal physiologique : polysomnographie, EEG, EMG. Logiciels associés : Biosig Toolbox, EEGLAB (Données biomédicales).
- edi, programme associé à EDIFACT Viewer
- efig, image légère.
- el, Emacs Lisp.
- emf, Ehanced MetaFile. Métafichier amélioré, lisible avec Visio.
- eml, eMail Microsoft Outlook Express.
- emz, Enhanced Metafile Zipped ou Compressed Windows Enhanced Metafile. Métafichier compressé, lisible avec Visio.
- eps, Encapsulated PostScript.
- esm, Elder Scrolls Master. Fichier de jeu de Skyrim, Oblivion et de Morrowind.
- esp, Elder Scrolls Plugin. Fichier de plugin pour Skyrim, Oblivion et Morrowind, modifiable dans le Construction Set.
- etheme, Enlightenment Theme. Configuration des thèmes d'enlightenment.
- eva, fichier produit par un programme de traitement de diffraction X.
- exe, exécutable binaire.
- exr, Open EXR. Format d'image ouvert développé par ILM, pouvant stocker de multiples couches, et des images à grande dynamique.

## F
- f, Fortran.
  - f90, Fortran 90 (avec standard POSIX[2]). Généralement utilisé pour les programmes Fortran écrits en format libre, qu'ils respectent la norme Fortran 90 ou une norme ultérieure.
  - f95, Fortran 95. Peu utilisée, f90 étant privilégiée pour le Fortran moderne (voir ci-dessus).
- f, archive.
- fbk, Financial BacKup. Sauvegarde Base de données Microsoft Business Solution Navision. Format propriétaire : Microsoft. Programme associé : Microsoft Dynamics NAV.
- fbx, FilmBox. Permet d'importer et d'exporter des objets 3D, des objets 2D avec épaisseur, des lumières, des caméras et des matériaux.
- FCStd, format natif de FreeCAD.
- fdb, Financial Data Base. Fichier Base de données Microsoft Business Solution Navision. Format propriétaire : Microsoft. Microsoft Dynamics NAV est un progiciel de gestion intégré (ERP) vendu par Microsoft. Il correspond à des entreprises de taille moyenne (10 à 1000 salariés). La base de données fonctionne en format propriétaire (C-Side) ou sur un serveur SQL. Programme associé: Microsoft Dynamics NAV.
- fig, associé à Xfig.
- fits, Flexible Image Transport System.
- fla, Flash. Fichier source ActionScript. Il est compilé par Macromedia Flash en un fichier SWF. Programme associé : Macromedia Flash. Formats propriétaires spécifiques.
- flac, Free Lossless Audio Codec.
- flc, voir FLIC (file format) (en).
- flf, Financial Licence File. Fichier de licence Microsoft Business Solution Navision. Format propriétaire : Microsoft. Programme associé : Microsoft Dynamics NAV.
- fli, voir FLIC (file format) (en).
- flp, Fruity Loops Project.
- flv, Flash Video.
- fti, FamiTracker Instruments Data S'éxécutant avec le logiciel nommé "Famitracker".
- ftm, "FamiTracker Music" S'éxécutant avec le logiciel nommé "Famitracker".
- fob, Financial Object File. Fichier d'objet Microsoft Business Solution Navision. Format propriétaire : Microsoft. Programme associé: Microsoft Dynamics NAV.
- fodg, Flat (XML) OpenDocument Graphics.
- fodp, Flat (XML) OpenDocument Presentation.
- fods, Flat (XML) OpenDocument Spreadsheet.
- fodt, Flat (XML) OpenDocument Text.
- fspj, caFe Sound ProJect. Fichier projet du logiciel NW4F Sound Maker, qui est un logiciel pour créer des sons et musique pour la console Wii U.
- fot, fichier au format new-EXEcutable répertoriant les fichiers ttf

## G
- GamingRoot. Fichier créé par l'application xbox sur windows 10 permettant d'identifier ce lecteur comme utilisable.
- game, Partie. Fichier de sauvegarde des parties de l'application d'Échecs (sur MacBook)
- gan, Fichier de sauvegarde du logiciel GanttProject.
- gb, GameBoy. Fichiers ROMs pour l'émulation de la Gameboy.
- gba, GameBoy Advance. Fichiers ROMs pour l'émulation de la Gameboy Advance.
- gbc, GameBoy Color. Fichiers ROMs pour l'émulation de la Gameboy Color.
- gbx, package de données de jeu.
- gcm, fichiers ROMs pour les émulateurs de jeux NGC (Nintendo Game Cube).
- gdb, l'extension d'un fichier base de données interbase
- ged, GEDCOM.
- gen, GENesis. Fichiers ROMs pour l'émulation de la MegaDrive.
- geo, Geophar. Fichier du logiciel Géophar (anciennement WxGéometrie).
- gf, Generic Font. Format de fichier décrivant une police Metafont.
- gff, General feature format. Format de fichier décrivant des gènes et des séquences ADN.
- gg:
  - gg, Game Gear. Fichiers ROMs pour l'émulation du Game Gear.
  - gg, Google Gadget. Gadget Google Desktop.
- ggb, GeoGebra. Fichier du logiciel GeoGebra.
- ggt, programme associé : GeoGebra (Graphie en mathématiques).
- gif, Graphics Interchange Format.
- gl, format d'animation créé par GRASP (Graphical System for Presentation).
- gm6, Game Maker 6. Format de fichiers de projets sous Game Maker 6.
- gmax, fichier scène Gmax.
- gmk, format de fichiers de projets sous Game Maker 7.
- gmx, format de fichiers de projets sous Game Maker.
- gnl, format de fichiers généalogiques "Gedcom" (standard de fait).
- gnu, programme associé : gnuplot.
- gnumeric, programme associé : Gnumeric.
- gp, Guitar Pro 7 et versions ultérieures. Tablature.
- gp3, Guitar Pro 3. Tablature.
- gp4, Guitar Pro 4. Tablature.
- gp5, Guitar Pro 5. Tablature.
- gpx, Guitar Pro 6. Tablature.
- gpkg, format Geopackage pour les fichiers géographiques.
- gsd, fichier découpé par l'utilitaire gsplit.
- gsm :
  - gsm, fichier ArchiCAD.
  - gsm, fichier audio US Robotics pour modem.
- gui, Fichier sur l'interface utilisateur.
- gwb, format de fichiers créé par INTERWRITE Workspace (logiciel pour Tableau Blanc Interactif).
- gz, GNU Zip.
- gzmat, Matrice Z Gaussian. Format utilisé par le logiciel Avogadro, un éditeur de molécules de KDE.
- gs, Format de fichier utilisé par le logiciel "Meute".

## H
- h, Header. Fichier de sources C (langage).
- h++, C++ Header. Fichier de sources C++.
- hcom, fichier audio Macintosh.
- heic, High Efficiency Image Coding, variante du HEIF.
- heif, High Efficiency Image File Format, format de fichier pour les images et les séquences d’images.
- hfp, fichier [3] projet Hitfilm express produit par FX Home
- hh, C++ Header. Fichier de sources C++.
- hlp, HeLP (aide).
- hpp, C++ Header. Fichier de sources C++ contenant des templates.
- htm, HyperText Markup Language.
- html, HyperText Markup Language.

## I
- ibk, fichier de compte iBank
- ice, archive. Programmes associés : IceOws (anciennement ArjFolder), IZarc.
- icl, Icon Library.
- ico, ICOne.
- ics, fichier iCalendar.
- ief, Image Exchange Format.
- iff, Interchange file format.
- ifo, information. Fichier information de DVD vidéo, associé avec .VOB .VRO
- iii, fichier Arcplus, logiciel de CAO, associé obligatoirement à un fichier .ddd + un fichier .icn
- ima, principal extension pour disquettes virtuelles
- img, autre extension pour disquettes ou disques durs virtuels
- indd, fichier InDesign.
- inf, le fichier autorun.inf permet l'exécution automatique d'un programme sur un périphérique.
- info, programme associé : info (UNIX GNU Info Reader File).
- ini, fichier de configuration.
- ino, fichier arduino.
- inv, fichier I-DEAS.
- ipa, application iOS
- ipp, Net4Switch file (Asus).
- ipsw, Fichier mise à jour logiciel iPod et iPhone.
- ipt, fichier Autodesk Inventor.
- irr, scene irrlicht.
- iso, fichier image (CD, DVD) à graver.
- iss : Script Inno setup qui sert à créer des installations.
  - iss, InstallShield Silent Response. Fichier d'installation.
  - iss. Format de fichier graphique.
- itdb, fichier iTunes.
- itf, utilisé par le logiciel ProRealTime.
- itl, fichier iTunes.
- ivc, iView MediaPro Catalog.
- izi, fichier IziSpot (logiciel de création simple de sites Web).
- i_k, associée à des fichiers temporaires ou d'indexation par des logiciels CAO-DAO

## J
- ja ou jar, Java Archive (même format qu'une archive zip, des métadonnées en plus dans le fichier manifest).
- jav, fichier source java.
- java, fichier source java.
- jfif, JPEG File Interchange Format.
- jhtml, Java HyperText Markup Language.
- jif, JPEG File Interchange Format.
- jnpl.
- jo, Audio format
- job, Task Schecheluder Task object.
- jod, Microsoft.Jet.OLEDB.4.0.
- jpe, Joint Photographic Expert Group.
- jpeg, Joint Photographic Expert Group.
- jpg, Joint Photographic Expert Group.
- jps, Joint Photographic Stereoscopic.
- jrn, fichier de journalisation sous SC
- js, Javascript Script.
- jse, Javascript Script.
- jsf, fichier sauvegarde de configuration manette Xbox 360 sur PC.
- jsp, JavaServer Pages.
- jtx, document XPS.

## K
- kal, KAlgebra. Sauvegarde de script sous KAlgebra.
- kar, Karaoké. Fichier MIDI contenant aussi les paroles de la chanson.
- kcl, Fichier de collision de Nintendo.
- kdb, Keepass DataBase. Conteneur chiffré de mots de passe.
- kdbx, Keepass DataBase version 2. Conteneur chiffré de mots de passe.
- kml, Keyhole Markup Language.
- kmm, Kemonomimi. Extension de fichier du site Kemonomimi.
- ksh, Korn shell.
- kfn, fichier karafun

## L
- l, programme associé : Lex.
- l2r, replay du jeu Lineage II.
- lab, fichier de données de Generis.
- latex, LaTeX.
- lck, fichier temporaire qui "bloque" l'accès à des fichiers modifiés.
- ldf, Log Database File. Programme associé : Microsoft SQL Server.
- ldr, fichier des logiciels LDraw et MLCAD.
- lha, archive.
- lic, fichier de licence.
- liquid, template engine, Fichier source pour les pages modèles (HTML) qui sera compilé.
- lmp, Doom demo.
- lnk, Link. Fichier binaire ; format de raccourcis sous Windows depuis Windows 95.
- loc, Fichier de localisation.
- log, fichier d'historique d'évènements.
- logic, Logic Pro. Ficher de mixage de son sous Logic Pro.
- lse, L-System Explorer Files. Fichier de fractale avec le logiciel LSE.
- lst, Liste. Fichier utilisé par de nombreux logiciels
- lua, fichier de langage Lua.
- lvl, Fichier pour les niveaux avec le logiciel Super Mario Bros. X.
- lwo, Fichier du logiciel de 3D Lightwave.
- lxf, fichier de construction Lego ; logiciel associé : LDD.
- ly, fichiers de notation musicale LilyPond.
- lyx, programme associé : LyX.
- lzh, fichier archive du programme lha.

## M
- m :
  - m, fichier source (fonctions ou scripts) pour MATLAB, Mathematica, Miranda ou Objective-C.
  - m, fichier binaire pour Maple.
- m2ts, est une extension de nom de fichier utilisée pour le format de fichier conteneur Blu-ray Disc Audio-Video (BDAV) MPEG-2 Transport Stream (M2TS).
- m3d
  - m3d, animation 3D générée par CorelMotion 3D program
  - m3d, modèle 3d de pièce créé avec le logiciel de CAO KOMPASS-3D de Ascon Group
- m3u, MPEG version 3.0 URL.
- m4a, MPEG-4 Part 14.
- M4r, format de sonneries pour Iphone et Ipod Touch.
- ma :
  - ma, Mathematica ASCII. Fichier texte. Programme associé : Mathematica.
  - ma, Maya ASCII. Programme associé : Autodesk Maya.
  - ma, Map. (Carte pour les jeux Diablo 2 et Homeworld).
- mab.
- mac, Macro.
- mad, fichier Microsoft Access (module).
- maf, fichier Microsoft Access (forme).
- mag, fichier Microsoft Access (raccourci de diagramme).
- mam, fichier Microsoft Access (macro).
- man, Manual. Fichier généralement texte d'aide. Par exemple man (Unix).
- map, fichier de sauvegarde de carte. Sert à charger les données d'une carte (map en anglais) notamment dans les jeux vidéo (ex: Quake 3)
- maq, fichier Microsoft Access (requête).
- mar, fichier Microsoft Access (rapport).
- mas, fichier Microsoft Access (procédure stockée).
- mat :
  - mat, fichier de données du logiciel MATLAB[4].
  - mat, fichier Microsoft Access (raccourci de table).
- maud, fichier audio amiga.
- mav, fichier Microsoft Access (vue).
- maw, fichier Microsoft Access.
- max, scène d'objets modélisés en 3D. Programme associé : 3D Studio Max.
- mesh, scène 3D
- mb :
  - mb, Mathematica Binaries. Fichier binaire. Programme associé : Mathematica.
  - mb, Maya Binaries. Programme associé : Autodesk Maya.
- mcfunction, Minecraft Commands Function fichier permetant de stocker une suite de commandes du jeu Minecraft.
- mco, fichier d'avatars animés MSN Messenger (Souvent payants).
- mcr, fichier macro. Programme associé : Super Macro.
- mcworld, Minecraft World. Sauvegarde du jeu Minecraft:Windows 10 Edition Béta
- md, fichier Markdown.
- mda, fichier Microsoft Access (add-in).
- mdb, fichier Microsoft Access (base de données).
- mdbhtml, fichier Microsoft Access (base de données HTML).
- mde, fichier Microsoft Access (Add-in compilé).
- mdf, Main Database File. Programme associé : Microsoft SQL Server.
- mdf, Media Descriptor File (en) : image disque.
- mdi, Microsoft Office Document Imaging File Format Un format d'image que microsoft a arrêter de supporter sous windows xp.
- mdl, model ou modèle 3d. Utilisé par Quake[5].
- mdn, fichier Microsoft Access (modèle).
- mdp, fichier de sauvegarde de l'application MediBang Paint (it)
- mds, Media Descriptor Sidecar file : fichier lié à une image disque (mdf).
- mdt, fichier Microsoft Access (modèle vide).
- mdw, fichier Microsoft Access (groupe de travail).
- mdz, fichier Microsoft Access (assistant de modèle).
- met, collection de liens de téléchargement (FTP, P2P, ...) vers un fichier.
- metalink, collection de liens de téléchargement (FTP, P2P, ...) vers un fichier.
- mfa, Multimedia Fusion Application. Programme associé : Multimedia Fusion 2
- mfl, Multi-Fonction Language. (Langage en création).
- mid, Musical Instrument Digital Interface.
- midi, Musical Instrument Digital Interface.
- mix, 
  - mix, fichier microsoft PictureIt
  - mix, fichier de mixage audio multipiste
- mkv, Matroska.
- ml, Meta Language. Contient des sources SML ou Ocaml.
- mli :
  - mli, fichier source de signatures Ocaml.
  - mli, bibliothèques de matériaux utilisées sur AutoCAD.
- mm, Mind Map, fichier de FreePlane et FreeMind (logiciels libres de cartes heuristiques - cartes mentales -).
- mml, fichier de FreeMind (Média Catalog File).
- mmw, fichier de FreeMind (Média Catalog File).
- mng, Multiple-image Network Graphics.
- mnl, fonctions Autolisp (en) utilisées par AutoCAD.
- mnt, document d'analyse d'image et métrologie des surfaces mis en page par le logiciel MountainsMap.
- mo, fichier de traduction
- mod :
  - mod, Module. Format de soundtrackers utilisé par les demomakers. Samples de très petites tailles.
  - mod, fichier de MODel 3D (objet 3D) pour GameMaker.
- model, Catia model. Format de Dassault Systèmes.
- mov, QuickTime Movie.
- mou, archive.
- movie, QuickTime Movie.
- mp2, MPEG-1 Audio Layer II (en). Ce format a été supplanté par le MP3. Compression avec perte : dégradation du son. Plusieurs niveaux de compression.
- mp3, MPEG-1/2 Audio Layer 3.
- mp4, fichier vidéo MPEG-4.
- mpe, Moving Picture Experts Group.
- mpeg, Moving Picture Experts Group.
- mpg, Moving Picture Experts Group.
- mpo, Multi Picture Object file; image 3D.
- mpp, Microsoft Project Plan.
- ms3d, fichier d'image 3D créé par le logiciel MilkShape 3D.
- msa, fichier de projet Mensura
- msc, fichier de la console d'administration des systèmes Microsoft Windows
- mscz, fichier de partitions musicales MuseScore.
- msi, Microsoft Installer.
- msf, fichier de messages de Mozilla Thunderbird.
- msu, Package autonome Microsoft Update
- msz, fichier de modèle Mensura
- mtd, collection de liens de téléchargement (FTP, ...) vers un fichier. Programme associé : [M-T] Down.
- mtl, Material Template Library complément au format OBJ qui décrit les matériaux d'un objet 3D de façon sommaire
- mts, AVCHD Video File; fichier vidéo HD 720 ou 1080.
- mus, fichier partition du logiciel Finale.
- mxf, Material eXchange Format video
- mw, Maple Worksheet File

## N
- nes, "Nintendo Nes ROM" Fichier de jeu pour l'émulation Nintendo Entertainment System
- n64, "Nintendo 64 ROM" Fichier de jeu pour l'émulation Nintendo 64.
- nar, (Nokia Camera File) format/type de fichier de photos créé par l'application de photo des appareils Nokia
- nbc, Next Byte Codes. Fichier de programmation des Lego Mindstorms NXT. Logiciel associé : BricxCC.
- nbt, Named Binary Tag fichier utilisé dans le jeu Minecraft
- nbu, fichier de sauvegarde de Nokia.
- nca, ficher utilisé sur le logiciel Nokia Capture / ficher (notamment transformé en dossier par Windows et Mac) dont l'utilité est encore inconnue (mais pensé être les sauvegardes) utilisé sur les cartes SD Nintendo Switch.
- ncgr, Nintendo DS Title Graphics File, Graphique d'écran utilisés par certain jeux de la Nintendo DS, tel que Mario Kart DS qui enregistre une collection de mosaïques graphiques qui composent une image ; stocké avec un fichier de palette de couleurs .ncgr et un fichier .nscr qui placent les mosaïques d'image.
- nclr, Nintendo DS Color Palette File, fichiers de données binaires, il contient une palettes pour les graphismes stockés dans des fichiers .ncgr; utilisé par quelques jeux DS notamment Mario Kart DS.
- ndf, Next Database File. Programme associé : Microsoft SQL Server.
- nds, Nintendo DS ROM. Rom pour des jeux vidéo Nintendo DS.
- nfo, fichier d'information (souvent sur un crack).
- nk, fichier du logiciel de compositing Nuke
- nk2, fichier de cache servant à la fonction de suggestion des noms dans Outlook (depuis la version 2003).
- nqc, Not Quite C. Fichier de programmation des Lego Mindstorms RCX. Logiciel associé : BricxCC.
- nrg, fichier image associé avec Nero Burning ROM.
- nrt, Nokia Ringtone. Sonnerie de téléphone Nokia.
- nscr, Nintendo DS Title Screen File, fichier utilisé par les jeux nintendo DS, tel que Mario Kart DS. Le fichier place les tuiles d'image avec le fichier .ncgr afin de constituer la mosaïque.
- nth, Nokia Thème. Thème pour téléphone Nokia.
- nxc, Not eXactly C. Fichier de programmation des Lego Mindstorms NXT. Logiciel associé : BricxCC.
- nzb, format de fichier ouvert basé sur le XML et créé par les propriétaires du site internet « newzbin.com »(Archive.org • Wikiwix • Archive.is • Google • Que faire ?).

## O
- o, Object. Fichier objet en format a.out ou elf.
- oab, Offline Address Book.
- obj, Format d'objet 3D.
- Formats OpenDocument :
  - odb, OpenDocument Database. Base de données OpenOffice.org, LibreOffice.
  - odc, OpenDocument Chart. OpenOffice.org, LibreOffice
  - odf, OpenDocument Formule. Document formule mathématique OpenOffice.org, LibreOffice.
  - odg, OpenDocument Graphics. Dessin OpenOffice.org, LibreOffice
  - odp, OpenDocument Presentation. Présentation OpenOffice.org, LibreOffice.
  - ods, OpenDocument Spreadsheet. Tableur OpenOffice.org, LibreOffice.
  - odt, OpenDocument Text. Document texte OpenOffice.org, LibreOffice.
  - oxt, OpenDocument Extension. Extension OpenOffice.org, LibreOffice.
- oga, Ogg Audio. Fichier conteneur audio qui peut utiliser différentes méthodes d'encodage.
- ogg, Ogg Vorbis. Fichier audio compressé.
- ogm, Ogg Media.
- oip.
- old, fichier de sauvegarde ; peut être de n'importe quel type (extension parfois double .cpp.old). Sauvegarde une ancienne version d'un fichier.
- omf, Open Media Framework. Format de transfert de médias numériques.
- omfi, Open Media Framework Interchange. Format de transfert de médias numériques.
- otf, OpenType Format. Format de police numérique développé conjointement par Adobe et Microsoft.
- otg, Modèle de dessin odf LibreOffice.
- oth, Modèle de document HTML odf LibreOffice.
- otp, Modèle de présentation odf LibreOffice.
- ots, Modèle de classeur odf LibreOffice.
- ott, Modèle de texte odf LibreOffice.
- ova, Open Virtualization Archive. Fichier utilisé par les machines virtuelles.
- ovf, Open Virtualization Format. Standard de stockage sur disque des images de machines virtuelles.

## P
- p, fichier source perl ou pascal.
- p12, fichier PKCS#12.
- pab , Personal Address Book.
- pala, fichier du launcher Minecraft Paladium.
- pages, format du logiciel Pages 09.
- pak, Packed. Archive utilisé par id Software pour ses Quake.
- pas, Pascal.
- pbm, Portable BitMap.
- pbp, fichier de lancement de jeux au format PSP, généralement EBOOT.PBP.
- pkm, fichier contenant un pokémon, Utiliser pour passer des pokémon de la pokésav à sa DS ou pour une distribuer des pokémon.
- pcd, Kodak Photo-CD Image graphics file (768x512). Programme associé : hpcdtoppm.
- pct, Picture (Mac).
- pcx, image (obsolète).
- pdb, Program DataBase. Format de fichier contenant des informations de débogage.
- pde, projet Processing.
- pdf, Portable Document Format.
- pdn, Paint Dot Net (Bitmap Image). Format natif du logiciel de retouches d'images freeware "Paint.net".
- pfb, "PostScript Type 1 Font" (police postscript de type 1) de Adobe Systems Incorporated (voir PDF et PS).
- pfc, Personal filing Cabinet. Messages (mails), carnet d'adresses, autres préférences personnelles. De AOL.
- pfi, PhotoFiltre (Studio).
- pfm, Printer Font Metrics. De Adobe Systems Incorporated (voir PDF et PS).
- pfs, sélection PhotoFilre (Studio).
- pgm, Portable GrayMap.
- pgn, Portable Game Notation. Format de codage des parties d'échecs.
- pgp, Pretty Good Privacy.
- php, PHP: Hypertext Preprocessor.
- pif :
  - pif, Program Information File. Exécutable DOS aujourd'hui souvent utilisé par les virus.
  - pif, format de dessin vectoriel GDF sur mainframe IBM.
  - pif, archive sous MacOS.
- piv, fichier Pivot Stick Animation.
- pk3, quake 3 pak.
- pl :
  - pl, Perl.
  - pl, Prolog.
- plist, property list. Llistes de propriétés utilisés en MacOS X, mais aussi NextStep et GNUStep. Ils sont utilisés le plus couramment pour stocker des données de configuration de l’utilisateur.
- plr, format de fichier d'un joueur du jeu Terraria.
- pls, Playlist.
- png, Portable Network Graphic.
- pnm, Portable aNyMap.
- po, ficher de traduction. Peut être créé avec Poedit.
- pot, modèle PowerPoint.
- pp2, Pingplotter.
- ppl, Free Pascal ppumove.
- ppm, Portable pixmap.
- pps, PowerPoint Show.
- ppt, Microsoft PowerPoint.
- pptx, Microsoft PowerPoint (version 2007).
- prg,  maqplus (2002/2003).
- prison, fichier de sauvegarde utilisé par le jeu Prison Architect.
- prj, Mkd (commande unix), Project files.
- prt, fichier pièce 3D. Programme associé : Pro/ENGINEER.
- prtdot, modèle de document pièce. Programme associé : SolidWorks.
- pro, fichier de projet Qt.
- properties, extension utilisée en Java pour stocker des configurations de logiciels.
- ps, PostScript.
- ps1, script PowerShell.
- pse, fichier graphique créé avec PE-DESIGN.
- prproj, Premiere Pro Project File.
- psd, Photoshop document.
- psh, fichier texte contenant les données utiles à un projet diaporama utilisé par le logiciel Proshow.
- psid :
  - psid, fichier audio sur Commodore 64.
  - psid, PostScript Image Data.
- psp, Paint Shop Pro.
- pst, Personal storage Table. Fichier contenant les messages dans certains logiciels Microsoft.
- pte, fichier texte contenant les données utiles à un projet diaporama utilisé par le logiciel Picture to Exe.
- pth, fichier contenant un modèle d’apprentissage automatique pour la bibliothèque logicielle PyTorch.
- pub, Publisher. Texte et images avec mise en page (format propriétaire Microsoft).
- pwn, pawn. Code source créé avec Pawno, utilisé pour la création de serveur dans le mode multijoueurs de GTA San Andreas.
- pxm, Pixelmator. Fichier créé avec le logiciel d'édition d'image Pixelmator.
- py, Python. Fichier texte contenant du script Python.
- pyw, Python. Fichier texte contenant du script Python s'exécutant sans ouvrir de terminal.

## Q
- qcow, QEMU Copy On Write, programme associé : QEMU.
- qcow2, QEMU Copy On Write version 2, programme associé : QEMU.
- qif, Quicken Interchange Format.
- qpk, programme associé : Qt Extended par Qt Group; fichier de programmes structurés pour telephone (exemple : Nokia), .qpk est aussi associé à des fichiers photos.

- qpw, programme associé : WordPerfect Office ; Quattro Pro versions 9 à 14.
- qt, QuickTime Movie.
- que, programme associé : Le sphinx.
- qvm, programme de machine virtuelle id Tech 3.
- qxd, programme associé : QuarkXPress.
- qxp, programme associé : QuarkXPress.

## R
- ra, Real Audio.
- ram, Real Audio Metadata.
- rar, Roshal ARchive.
- ras, Sun Raster Graphic.
- rav, FIFA 2001 Environment Data.
- raw :
  - raw, fichier audio en PCM.
  - raw, fichier XRD Commander. Format propriétaire : Bruker AXS/Socabim. Mesures brutes de diffraction X. Programme associé : DIFFRACplus XRD Commander.
- rb, Ruby.
- rbt, fichier de programmation graphique du logiciel Lego Mindstorms NXT.
- rbtx, fichier de programmation graphique du logiciel Lego Mindstorms NXT.
- rc :
  - rc, ressource compiler. Il s'agit d'un fichier texte indiquant les ressources liées à un exécutable ou une bibliothèque dynamique.
  - rc, fichier de configuration de Emacs.
- rdf :
  - rdf, Resource Description Framework.
  - rdf, Report Definition File, fichier source de Oracle Report.
- rdw, fichier de Real-DRAW PRO.
- reg, inscription dans la base de registre de Windows. Programme associé : regedit.
- rela, fichier de type Moza.
- res :
  - res, Windows Resource File. Fichier .rc compilé avec rc.exe.
  - res, Ressource. Fichier de ressource compilé notamment en C++ ou C.
  - res, carte pour Half-Life.
- resx, fichier de ressources .NET.
- rfo, utilisé par le logiciel RedGenerator, un chiffreur et écrivain de fichiers aléatoires.
- rgb, Silicon Graphics RGB Bitmap.
- ric, fichier image sur Lego Mindstorms NXT.
- rif, fichier utilisé par le programme de dessin 2D PAINTER de Corel.
- rm, Real Media.
- rmvb, Real Media Variable BitRate.
- roff, programme associé : roff.
- rpm, RPM Package Manager.
- rsd, fichier de base de données SQL utilisé par exemple par REALbasic.
- rso, fichier son sur Lego Mindstorms NXT.
- rss , Rich Site Summary.
- rtf, Rich Text Format.
- rv, Real Video.
- rxdata, utilisé par le logiciel RPG Maker XP.
- rxproj, fichier de projet sous RPG Maker XP.

## S
- s7i, header, fichier de sources Seed7.
- sas7bdat, fichier de données du logiciel SAS.
- sass, fichier source pour le langage Sass, préprocesseur CSS, langage dynamique de génération de feuilles de style en cascade.
- sav :
  - sav, fichier de sauvegarde de tous types d'émulation.
  - sav, parfois utilisé pour désigner une sauvegarde de progression dans un jeu vidéo.
  - sav, peut aussi désigner un fichier de sauvegarde. L'extension est souvent double, par exemple fichier.cpp.sav. Similaire à .old et .bak.
- sb, fichier audio.
- sb2, utilisé sur Scratch 2.0.
- sb3, utilisé sur Scratch 3.0.
- sbros, fichier niveau du jeu Stick Bros.
- sbox, fichier chiffré avec Security BOX (solutions de chiffrement proposées par Arkoon Network Security)
- scdoc, fichier de modélisation 3D. Programme associé Spaceclaim
- sce, fichier Scilab.
- scf, fichier contenant un contact de n'importe quelle plateforme.
- sci, fichier Scilab.
- scm :
  - scm, Scheme.
  - scm, cartes de Starcraft.
  - scm, script des missions de GTA III.
- scr, fichier d'écran de veille pour Windows.
- scss, fichier source pour la nouvelle syntaxe du langage Sass, préprocesseur CSS, langage dynamique de génération de feuilles de style en cascade.
- sd7, fichier source de Seed7.
- sda, StarOffice Draw LibreOffice.
- sdat, fichier de données audio utilisé dans les cartes ROM de la Nintendo DS, il fonctionne avec le fichier .sseq.
- sdc, StarOffice Calc LibreOffice.
- sdd, StarOffice Impress LibreOffice.
- sdf, StarOffice Math LibreOffice.
- sdp, StarOffice Impress LibreOffice.
- sds, StarOffice Chart LibreOffice.
- sdw, StarOffice Writer LibreOffice.
- ser, fichier pour le logiciel de prévention des risques chimiques SEIRICH[6].
- sf, fichier audio de l'IRCAM.
- sfc, image pour Rom Super Nintendo
- sfx, type de fichier compressé.
- sgf, Smart Game Format. Type de fichier associé à plusieurs jeux (principalement au jeu de go, mais aussi backgammon...).
- sh, Shell. Programme communément associé Bourne shell.
- sh3d, extension pour les projets Sweet Home 3D
- shp, ShapeFile, format créé par la société ESRI pour sa gamme de logiciel SIG ArcGIS.
- shtml , Server Side Includes.
- shw, présentation pour WordPerfect Office.
- sib, fichier pour l'éditeur de partitions musicales Sibelius.
- sid, fichier pour émulateur de SID, le coprocesseur audio du Commodore 64.
- sig, fichier de signature (souvent SHA-1) pour vérifier qu'un executable n'a pas été modifié, volontairement ou non.
- sims3pack, fichier de contenu supplémentaire (à télécharger puis installer via le lanceur du jeu) pour Les Sims 3.
- sitx, fichier de données compressées StuffIt Expander X.
- skudef, scripts des "maps" pour le jeu Command & Conquer.
- skp, fichier de dessin 3D provenant du programme de dessin 3D Sketchup de Google.
- sla, fichier logiciel de PAO Scribus.
- sldasm, assemblage. Programme associé : SolidWorks.
- slddrw, mise en plan. Programme associé : SolidWorks.
- slddrt, fichier de fond de plan. Programme associé : SolidWorks.
- sldlfp, fichier de fonction de bibliothèque. Programme associé : SolidWorks.
- sldprt, pièce. Programme associé : SolidWorks.
- slk, Symbolic Link.
- sln :
  - sln, fichier de solution Microsoft Visual Studio.
  - sln, fichier XML de solution Windows Installer.
  - sln, System Comms Apple/Mac File Type.
- smc, Fichiers ROMs pour l'émulation de la Super Nintendo.
- smd, StarOffice Mail.
- smil, Synchronized Multimedia Integration Language.
- smp, fichier audio sur Turtle Beach Systems (en).
- sms, Sega Master System. Fichiers ROMs pour l'émulation de la Master System.
- snd, Sound. Divers fichiers audio : Macintosh Sound Resource, NeXT Sound, format audio brut.
- so, bibliothèque dynamique utilisé sous Unix (et Linux).
- sok :
  - sok, Sokoban. Collection de tableaux Sokoban ; ce format est plus proche du format .xsb que du format .stb et n'est compatible qu'avec peu de plateformes alors qu'il a été créé pour remplacer le format .xsb.
  - sok, solution de tableau Sokoban (normalement associé à un fichier .stb).
- song, fichier musical à ouvrir avec Audacity.
- spf, Site Publisher Profile. Parfois aussi un format d'image.
- spx, Speex.
- sqf, Pour les fichiers ArmA Script File, créé par Bohemia Interactive.
- sql, Structured Query Language.
- srf, Siebel Repository File. Fichier compressé contenant le paramétrage du progiciel de GRC Siebel Systems.
- sseq :
  - sseq, Nintendo DS Sound File, fichier audio des cartes ROM des jeux Nintendo DS, il fonctionne avec un fichier de données audio .sdat.
  - sseq, utilisé par Synclavier Sequence File.
- stb, tableau Sokoban (format spécial légèrement différent du format normal .xsb).
- stc, modèle de classeur OpenOffice 1.0, LibreOffice.
- std :
  - std, état suspendu de VMware.
  - std, modèle de dessin OpenOffice 1.0, LibreOffice.
- sti, modèle de présentation OpenOffice 1.0, LibreOffice.
- stl, fichier stéréo lithographie : objet 3D à imprimer ou produire en CFAO.
- stp, fichier au format STEP utilisé en CAO pour l'échange de représentation 3D et normalisé par la norme ISO 10303-21 (en).
- stw, modèle de texte OpenOffice 1.0, LibreOffice.
- sue , ARC archive.
- sur, mesure de topographie ("surface"), au format natif du logiciel MountainsMap.
- svg, Scalable Vector Graphics.
- sw, Signed Word. Fichier audio codé par mot de 16 bits.
- swa. ShockWave Audio. Fichier audio.
- swp, swap. Fichier temporaire d'édition par Vim.
- swf, ShockWave Flash.
- swz, extension de fichier composant de la plate-forme Adobe.
- sxc, classeur OpenOffice 1.0 LibreOffice.
- sxd, dessin OpenOffice 1.0 LibreOffice.
- sxi, présentation OpenOffice 1.0 LibreOffice.
- sxm, formule OpenOffice 1.0 LibreOffice.
- sxw, texte OpenOffice 1.0 LibreOffice.
- sys, fichier système.

## T
- t, Troff. Programme associé : Troff.
- tab, fichier TOPOROBOT Tab ; fichier texte organisé en tableau, format de sauvegarde du logiciel Toporobot. Programmes associés : Toporobot et GNU Hades Topo dont c'est le format de travail, tableur et éditeur de texte. (Logiciel scientifique de Spéléologie, logiciels de topographie).
- tap, fichier Rom pour émulateur ZX Spectrum.
- tar, Tape ARchiver.
- taz, .tar.Z.
- tex :
  - tex, fichier du logiciel de composition de documents TeX.
  - tex, fichier LaTeX.
- ttf, TrueType Format. Format de police numérique créée par Apple. Peut aussi servir pour les fontes OpenType.
- tg, TuxGuitar. Tablature.
- tga, Truevision Targa.
- tgz, tar.gz.
- theme, Theme. Theme de bureau sous Windows 95+ ou SuperKaramba.
- tif, Tagged Image File Format.
- tiff, Tagged Image File Format.
- tmp, fichier temporaire ; peut être de n'importe quel type (Extension parfois double .cpp.tmp).
- toc :
  - toc, Table of Contents. Fichier de sommaire utilisé notamment par LaTeX.
  - toc. Fichier audio spécifique à la console PSP de Sony et utile pour mettre ses propres musiques dans le jeu Grand Theft Auto: Vice City Stories. Programme de conversion : Exact Audio Copy PSP Edition.
  - toc, Fichier de données Toccata.
- torrent. Fichier « Tracker », contient les informations de téléchargement. Voir BitTorrent.
- tpu, Turbo Pascal Unit. Unité compilée en Turbo Pascal.
- tr, Troff. Programme associé : Troff.
- trec, Programme associé : Camtasia (en). Fichier de capture vidéo de l'écran.
- trn, Transaction File (journal d'archive). Programme associé : Microsoft SQL Server Desktop Engine.
- tro. Fichier texte organisé en tableau de Visual Topo. Programme associé : Aucun, mais GNU Hades Topo le génère. (Logiciel scientifique de Spéléologie, logiciels de topographie).
- truck, Fichier véhicule dans Rigs of Rods. Base du véhicule.
- tscproj, Programme associé : Camtasia (en). Fichier source d'un projet.
- tsv, Tab Separated Values.
- twig, Twig template engine. Fichier source pour les pages modèles (HTML) qui sera compilé par PHP
- txd, Texture Dictionary ; utilisé pour des jeux.
- txt, TeXTe | Document texte.
- txw, Yamaha TX16W. Fichier audio.

## U
- u3p, U3 Platform. Fichier d'installation U3.
- ub, Unsigned Byte. Fichier audio sur Amiga et Q40.
- udo, objets personnels pour Buisness Objects
- ugf, fichier de jeu de go.
- uha, peu utilisée ; sans doute la compression la plus forte donc il est très lent à décompresser. Programme associé : WinUHA.
- uop, Présentation au format uniforme de bureau (en) ou (en) Unified Office format Presentation.
- uos, Feuille de calcul au format uniforme de bureau (en) ou (en) Unified Office format Spreadsheet.
- uot, Texte au format uniforme de bureau (en) ou (en) Unified Office format Text.
- url, Uniform Resource Locator. Raccourci internet sous windows, contenant une url.
- uw, Unsigned Word. Fichier audio brut codé par mot de 16 bits.

## V
- v, pour les fichiers Rocq.
- v64, image ROM de Nintendo 64.
- v2i, Ghost Disk Drive Image (Symantec Corporation).
- vai, fichier de l'assistant de configuration e-connecteur édité par Vaisonet.
- .ve, fichier d'édition et de sauvegarde de l'app Beecut.
- vb, Visual Basic.
- vbe, Visual Basic Scripting Edition.
- vbproj, Projet Visual Basic (.NET Framework)
- vbproject, Projet Visual Basic.
- vbs, Visual Basic Scripting Edition.
- vdf, fichier utilisé par Terraria
- vdi, Virtual Disk Image, utilisée par VirtualBox
- vhd, Virtual Hard Drive, littéralement Disque Dur Virtuel ; peut être utilisé avec la majorité des logiciels de virtualisation
- vmdk, VMware DisK. Disque virtuel de VMware.
- vmem, fichier de pagination de VMware.
- vmf, fichier de map Hammer
- vmsd, méta-donnée de snapshot de VMware.
- vmsn, snapshot de VMware.
- vmss, état suspendu de VMware.
- vmtm, données d'équipe VMware.
- vmx, configuration de VMware.
- vmxf, configuration d'équipe VMware.
- vob, Video object file ou fichier objet du logiciel Vue d'Esprit.
- voc, Creative Voice. Fichier audio propriétaire développé par Creative Labs.
- vor, StarOffice, OpenOffice.org et LibreOffice template.
- vqf, TwinVQ File.
- vro, Video recorder format. Format vidéo pour enregistrement de DVD, utilisé avec .IFO
- vsd, Visio de Microsoft.
- vst, Visio Template.
- vsm, VisSim Modèle.
- vss, shapeware Microsoft Visio Smartshapes File.
- vvv, Virtual Volumes View Catalog, Fichiers de base de données.
- vvvvvv, Game Level File, un jeu de "plateforme".
- vwx, programme associé : VectorWorks.

## W
- wab, carnet d'adresses mail d'Outlook Express.
- wad , Where's All the Data.
- wapt, paquet logiciel Wapt
- war, Web ARchive.
- wav, WAVEform audio format.
- wbs, document WYSIWYG Web Builder (pages web)
- wdb, format de fichier base de données sous Works. Fonctionne avec : Microsoft Works.
- webM, Conteneur de flux vidéo et audio
- webP, format d'image matricielle
- wfp, données enregistrées d'un projet Wondershare Filmora.
- whl : fichier Python facilement installable (wheel)
- wks, wk1, wk4 : feuille de calcul Lotus 1-2-3
- wld :
  - wld, format de fichier d'un monde du jeu Terraria.
  - wld, Fichier pour les mondes avec le logiciel Super Mario Bros. X.
- wlmp, format de montage de vidéos sous Windows Live Movie Maker.
- wma, Windows Media Audio.
- wmf, Windows Metafile.
- wmp, fichier vidéo jeu Microsoft Xbox 360
- wmv, Windows Media Video.
- wowsreplay, extensions pour les replay de batailles de World of Warships
- wp, WordPerfect Office. Sous-document pour WordPerfect.
- wpd, WordPerfect Office. Document WordPerfect.
- wpg, graphique pour WordPerfect Office.
- wps, fichier texte. Programme associé : Microsoft Works.
- world, Fichier WorldPainter
- wri, fichier texte. Correspond au write de Window 3.x (avant 1995). La commande write sur une version de Windows plus récente appelle en fait wordpad.
- wrl, Virtual Reality Markup Language.
- wtf, fichier Warcraft Text File utilisé pour les données de certains jeux blizzard.
- wwd, fichier Wap World utilisé dans le jeu Gruntz
- WSRMac, fichier de command de WSR sous Windows

## X
- x, 3D DirectX model.
- x_t, fichier en natif parasolid généré par unigraphics
- xap, ficher Silverlight et Application Windows Phone
- xar, eXtensible ARchive format
- xbm, X BitMap.
- xcf, eXperimental Computing Facility. Programme associé : GIMP.
- xht, eXtended HyperText Markup Language.
- xhtml, eXtended HyperText Markup Language.
- xla :
  - xla, Excel Add-in.
  - xla, Xlib Archive.
- xlam, macros complémentaires pour Microsoft Excel.
- xlc, Excel Chart.
- xlr, Microsoft Works Feuille de calcul.
- xls, document Microsoft Excel (avant la version 2007)[7].
- xlsb, document Microsoft Excel binaire (à partir de la version 2007).
- xlsm, document Microsoft Excel avec macros (à partir de la version 2007).
- xlsx, document Microsoft Excel sans macros (à partir de la version 2007).
- xlt, Excel Template. Modèle de document Microsoft Excel(avant la version 2007).
- xltx, modèle de document Microsoft Excel sans macros (à partir de la version 2007).
- xltm, modèle de document Microsoft Excel avec macros (à partir de la version 2007).
- xmind, XMind. Livre de travail du logiciel XMind
- xml, eXtended Markup Language.
- xnb, fichier binaire de Microsoft XNA pour les jeux
- xpi, extension Mozilla.
- xpm, X PixMap.
- xps, fichier visionneuse XPS
- xsb, tableau sokoban (format normal).
- xsd , XML Schema
- xsl, Extensible Stylesheet Language Transformations.
- xspf, XML Shareable Playlist Format.
- xtb, document GNU Hades Topo ; fichier texte organisé en tableau (comme le .tab auquel des colonnes et des sections ont été ajoutées), programme associé: GNU Hades Topo. (Logiciel scientifique de Spéléologie, logiciels de topographie)
- xtm, fichiers ayant été découpés avec les logiciels Xtremsplit (logiciel gratuit pour Windows et Linux), TuXtremsplit (logiciel libre (GPLv3) pour Linux) et xtmsplit (logiciel libre (GPL) pour linux).
- xwd, X Window Dump.

## Y
- y :
  - y, archive Amiga. Programme associé : Yabba.
  - y, fichier de grammaire. Programme associé : yacc.
- yab, Yabasic. Programme Yabasic.
- yml, YAML. Fichier de données
- ysm, Yamaha Studio Manager. Fichier de paramètres du logiciel Studio Manager, pilote de tables de mixage numériques Yamaha.
- yw, extension VRML de Yourworld

## Z
- Z.
- z3. Module de jeu (Infocom).
- z3d, Zanoza 3d. Modèle 3d. Programme associé : ZModeler.
- z64, image ROM de Nintendo 64.
- zabw, gzipped AbiWord.
- zap, fichier compressé. Programme associé : FileWrangler.
- zdg, document texte compressé. Programme associé : Zview.
- zdl, données graphiques. Programme associé : DesignPro 3.5 à 5.0.
- zed, conteneur chiffré. Programme associé : Zed! (Prim'x Technologies)
- zei, dessin. Programme associé: LOGOCAD Triga
- zeno, archives de contenus Wiki au format Zeno (ancêtre du format ZIM).
- zgm, données graphiques. Programme associé : ZenoGraphics.
- zim, fichier compressé Mac.
- zim, archives de contenus Wiki au format ZIM.
- zip, archive[8]
- zir, construction géométrique. Programme associé : Zirkel und Lineal.
- zom, fichier compressé.
- zoo, fichier compressé.
- zoom, fichier compressé sur Amiga.
- zvd, données vocales. Programme associé : Zyxel Z-Fax.

## Autres extensions de fichiers
- ~, fichier de sauvegarde ; peut être de n'importe quel type (Extension parfois double .cpp~). Sauvegarde de la version précédente d'un fichier.
- 123, feuille de calcul Lotus 1-2-3
- 3ds, 3d studio.
- 3gp, 3rd Generation Partnership Project Multimedia. ou Rom pour des jeux Nintendo 3ds
- 7z, 7 zip. Archive utilisée par 7zip.
- 8, fichier source pour l'assembleur A86.
- 8svx, fichier son sur Amiga (voir 8SVX (en)).
- STDF : Standard Test Data Format

#### Catégories
- Modèle extension de fichier comporte les modèles de Wikipédia liés aux extensions.
- Format de données numériques
  - Codec
  - Fichier de configuration
  - Format de compression de données
  - Format conteneur
  - Format de fichier graphique
  - Format de fichier audio
  - Format fermé
  - Format de fonte
  - Format ouvert